# Robert Thalheim
Pour les articles homonymes, voir Thalheim.
Robert Thalheim, né le 2 juillet 1974 à Berlin (Allemagne), est un réalisateur et scénariste allemand.

## Biographie
Robert Thalheim travaille comme régisseur de plateau au Berliner Ensemble pendant la saison 1997/1998. De 1998 à 2000, il étudie la littérature, l'histoire et la politique à l'université libre de Berlin. En parallèle, il participe à la publication des premiers numéros du magazine culturel Plotki. En 2000, il commence des études de cinéma à la Filmhochschule Potsdam-Babelsberg (de). Son précepteur était Rosa von Praunheim, qui l'a supervisé dans son premier film.
En 2003, il retourne au théâtre et met en scène sa propre pièce, Wild Boys, au théâtre Maxime-Gorki de Berlin.
Il se tourne ensuite vers le cinéma et réalise en 2005 Netto qui reçoit le Prix du film d'art au Festival des deutschen Films (de). En 2007 sort son film le plus connu, Et puis les touristes (Am Ende kommen Touristen) sélectionné au Festival de Cannes 2007 dans la section Un certain regard, en plus de décrocher le prix du meilleur film de fiction au Festival international du film d'histoire de Pessac.
Westwind (2011) est un film centré sur la rencontre de jeunes sportifs est-allemands et de touristes ouest-allemands en Hongrie juste avant la chute du mur de Berlin.

## Filmographie

### Comme réalisateur

#### Au cinéma
- 2005 : Tout ira bien (Netto)
- 2007 : Et puis les touristes (Am Ende kommen Touristen)
- 2011 : Vent d'Ouest (de) (Westwind)
- 2013 : Papa est en congé parental (Eltern)
- 2017 : Les vieux espions vous saluent bien (Kundschafter des Friedens)

#### À la télévision
- 2012 : Rosakinder (documentaire coréalisé avec Julia von Heinz, Chris Kraus, Axel Ranisch et Tom Tykwer)
- 2014 : Police 110 (Polizeiruf 110) (série TV), saison 2, épisode 43 : Käfer und Prinzessin
- 2017 : Tatort (série TV), épisode Goldbach

### Comme scénariste
- 2005 : Tout ira bien (Netto)
- 2007 : Et puis les touristes (Am Ende kommen Touristen)
- 2013 : Papa est en congé parental (Eltern)
- 2017 : Les vieux espions vous saluent bien (Kundschafter des Friedens)

## Récompenses et distinctions
- Deutscher Kritikerpreis 2008
- Prix Adolf-Grimme 2011